# Lycomorpha pulchra
Lycomorpha pulchra là một loài bướm đêm thuộc phân họ Arctiinae, họ Erebidae.